# Grand viaduc de Pékin

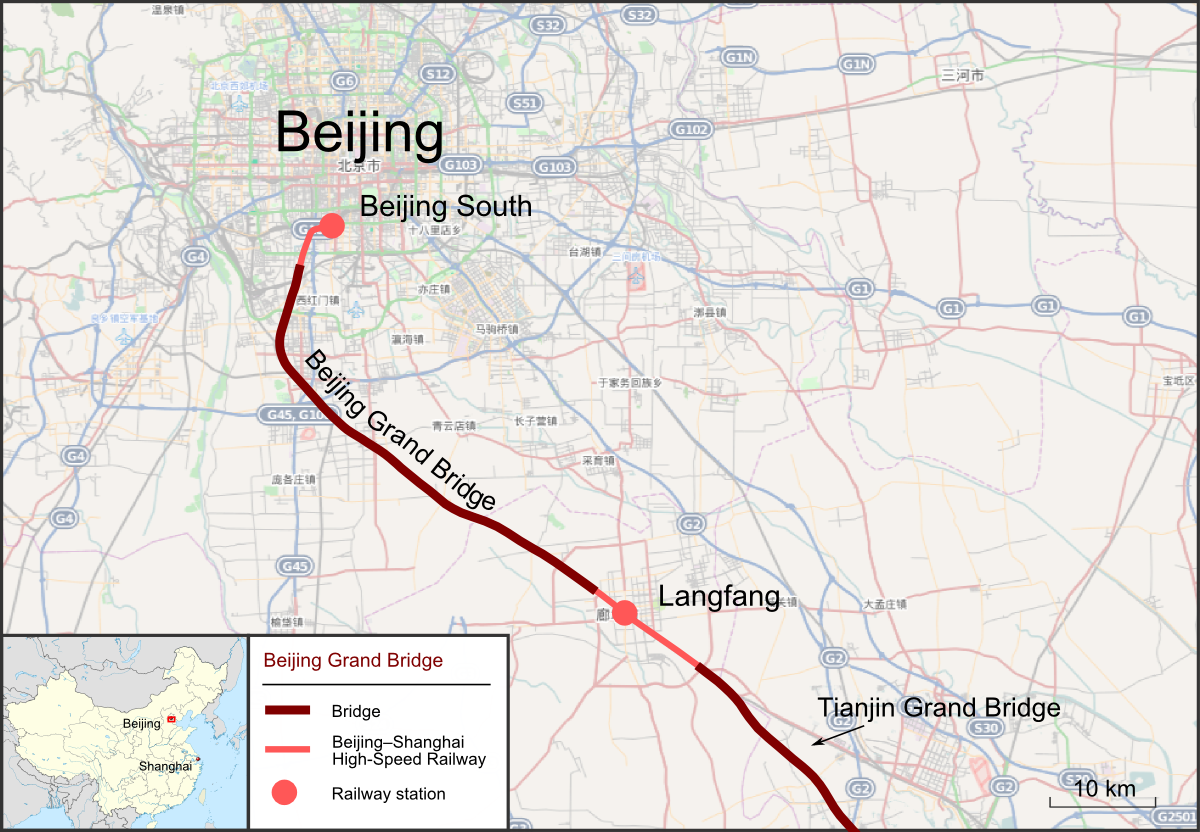
Localisation du Grand viaduc de Pékin

Le grand viaduc de Pékin est un pont ferroviaire de 48 153 mètres situé au début de la ligne à grande vitesse reliant Pékin à Shanghai. Il se dresse entre le quatrième boulevard périphérique de Pékin et Langfang. Terminé en 2010 et mis en service en 2011, c'est l'un des plus longs ponts du monde. Juste après, la ligne passe sur un viaduc encore plus long (114 km), le grand viaduc de Tianjin, qui relie Langfang à Qingxian.